# Stazione di Lecco
La stazione di Lecco è la principale stazione ferroviaria a servizio dell'omonima città in Lombardia, cui fanno capo le ferrovie per Bergamo, per Milano, per Como e per Tirano.

## Storia

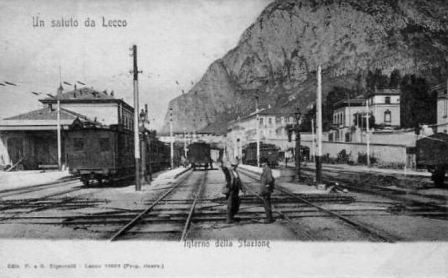
Piazzale dei binari a inizio secolo

La stazione di Lecco è entrata in esercizio nel 1863 quando venne collegata con la linea ferroviaria proveniente da Bergamo, dove si raccordava con la ferrovia Milano-Venezia (a quel tempo passante per Bergamo), attiva dal 1857.
Nel 1873 fu aperta la tratta da Calolziocorte a Monza, dove era congiunta alla linea del 1840 per Milano.
Il fabbricato viaggiatori fu costruito nel 1881.
Nel 1888 venne attivata la linea per Como (da cui nel 1911 si diramerà la linea per Monza via Molteno).
Nel luglio 1892 venne inaugurata la tratta Lecco-Bellano mentre due anni dopo la restante Bellano-Colico, collegando così il capoluogo lombardo a Chiavenna e Sondrio, essendo le relative ferrovie già realizzate ed attivate in precedenza ( per Sondrio nel 1885, per Chiavenna nel 1886); nel 1902 la diramazione per Sondrio arriverà fino a Tirano.
La linea ferroviaria Lecco-Sondrio fu la prima in Italia ad essere elettrificata impiegando la corrente alternata trifase ad alta tensione per la trazione dei treni. Il 15 ottobre 1902 ebbe inizio l'esercizio di treni con linee elettriche aeree a 3.600 volt, 15,7 Hz.
La stazione di Lecco dal 2009 è stata interessata da interventi di ristrutturazione e adeguamento funzionale, realizzati da Centostazioni e cofinanziati da RFI (Gruppo FS Italiane). Oltre al recupero conservativo delle facciate esterne, valorizzate con apposito sistema di illuminazione, il layout architettonico vede una diversa configurazione degli spazi interni con la creazione di un'area centrale costituita dall'atrio e dai corridoi laterali dotata di nuova pavimentazione, idonea illuminazione e servizi utili a cui è possibile accedere attraverso percorsi semplificati.

Sono state inoltre realizzate opere di adeguamento degli impianti tecnologici e di progressivo abbattimento delle barriere architettoniche con installazione di comode rampe d'accesso e di servizi igienici pubblici accessibili a tutti. Il sottopasso, ristrutturato e dotato di ascensori, è stato prolungato sull'adiacente via Balicco situata sul lato opposto dell'edificio parallelamente ai binari agevolando così l'afflusso dei viaggiatori che risiedono nella zona alta della città e gli studenti delle scuole limitrofe..
Considerato un flusso stimato in circa 7 milioni di passeggeri annui, sono previste ulteriori opere di adeguamento e modernizzazione tecnologica, in linea con le esigenze dei viaggiatori.

## Strutture e impianti
L'impianto, che presenta tuttora le originarie volumetrie e pensiline in ghisa decorate, è costituito da una serie di corpi di fabbrica distinti. Il fabbricato centrale ha una struttura simmetrica articolata in un corpo maggiore centrale leggermente avanzato e in due corpi minori laterali, uno a nord sul lato Sondrio (fabbricato servizi accessori), e uno a sud sul lato Milano, di più recente costruzione.
Le facciate sono scandite da aperture rettangolari leggermente arcate nella parte superiore. La sobrietà delle superfici intonacate è evidenziata dalle cornici a rilievo delle aperture, dei marcadavanzali, degli angolari e dei cornicioni. Al centro, sulla copertura dell'edificio, è alloggiato l'orologio della stazione.
Il fabbricato viaggiatori si compone di tre corpi: quello principale (dove sono ospiti i servizi per i viaggiatori e i locali del capostazione) si sviluppa su due piani mentre gli altri due corpi sono ad un solo piano.
Accanto al fabbricato viaggiatori c'è una piccola struttura ad un solo piano che ospita i servizi igienici.
La stazione disponeva di uno scalo merci con annesso magazzino; nel 2010 lo scalo venne smantellato mentre il magazzino è stato convertito a deposito.
Il piazzale per il servizio viaggiatori è composto da 5 binari di transito (collegati da un sottopassaggio accessibile da ambo i lati del fascio ferroviario), più un binario tronco che può accogliere i treni provenienti da sud. Per i treni in deposito vi è un binario dedicato.
Generalmente, il binario 1 tronco è utilizzato per accogliere i treni suburbani della linea S7: Milano Porta Garibaldi - Molteno - Lecco, il binario 1 per i treni regio-express della linea RE8: Milano Centrale - Lecco - Colico - Sondrio - Tirano in direzione Tirano, il binario 2 per i treni regionali della linea R7: Bergamo - Lecco, il binario 3 per i treni suburbani della linea S8: Milano Porta Garibaldi - Carnate - Lecco, il binario 4 per i treni regioexpress RE8: Milano Centrale - Lecco - Colico - Sondrio - Tirano in direzione Milano e il binario 5 per i treni regionali della linea R13: Sondrio - Lecco

## Movimento
Il servizio passeggeri è svolto da Trenord nell'ambito del contratto di servizio stipulato con la Regione Lombardia.
La stazione di Lecco è servita dai treni RegioExpress della linea Milano-Tirano e dai regionali delle linee R13 per Sondrio e R7 per Bergamo. Dal 2009 è capolinea della linea S8 (Milano Porta Garibaldi – Monza – Carnate – Lecco) del servizio ferroviario suburbano di Milano con orario cadenzato dalle 5 alle 23 e frequenza semioraria.
Nel 2014 è stata istituita un'ulteriore linea, denominata linea S7 (Milano Porta Garibaldi – Monza – Molteno – Lecco), con frequenza oraria.

## Servizi

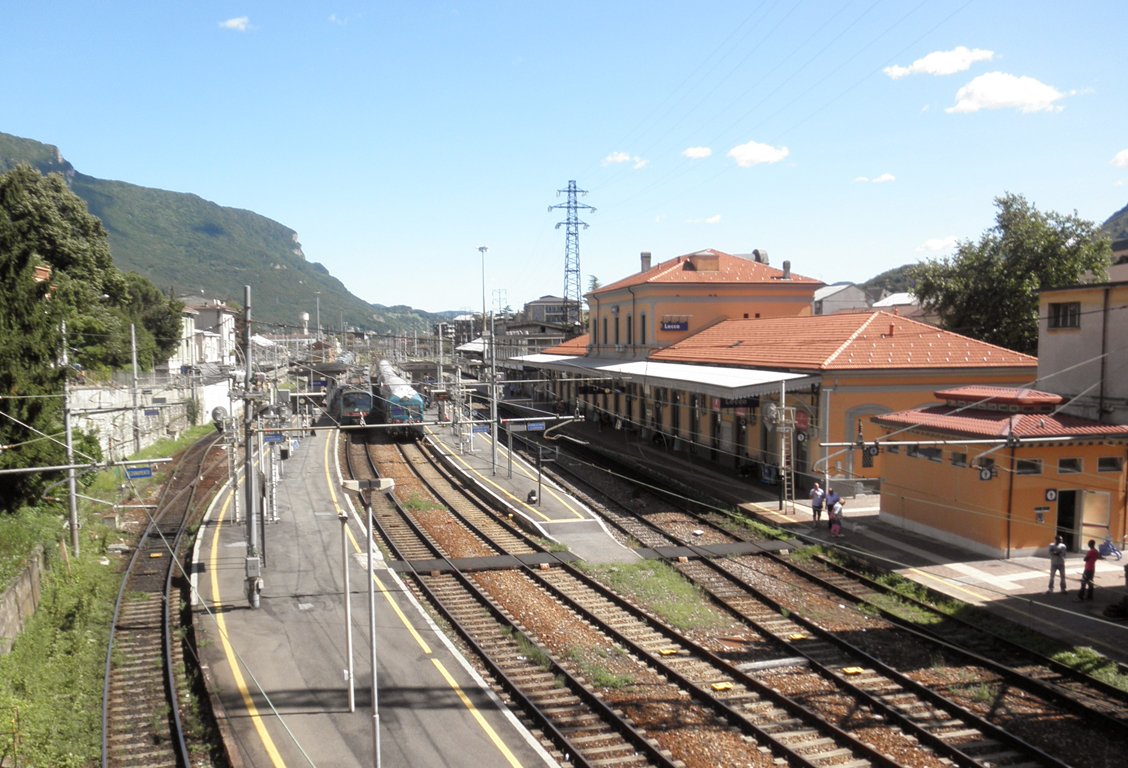
Il piazzale binari

La stazione dispone di:
- Biglietteria a sportello
- Biglietteria automatica
- Annuncio sonoro arrivo e partenza treni in italiano e inglese
- Sala d'attesa con monitor per le partenze dei treni
- Servizi igienici
- Posto di primo soccorso
- Bar
- Parcheggio auto, moto e biciclette
- Sottopassaggio
- Negozi
- Polfer

## Interscambi
- Fermata autobus
- Stazione taxi

Nei pressi della stazione si trova il capolinea delle autolinee interurbane per Como, la Valsassina e per tutto il resto della provincia, le quali sono gestite da SAL e ASF, nonché una fermata delle autolinee urbane gestite da LineeLecco.
Fra il 1927 e il 1953 la stazione era servita dalla tranvia di Lecco che risultava integrata con la tranvia Como-Erba-Lecco, attiva a sua volta fra il 1928 e il 1955, il cui capolinea sorgeva sul piazzale antistante.